# CWCheat
CWCheat è un programma per la console PlayStation Portable (PSP), inizialmente studiato per i cheat ovvero i "trucchi" ma successivamente divenuta una "suite" con la presenza di moltissime altre utilità. È composto da vari PRX funzionanti nei giochi per PSP e nell'emulatore di [PSX] (Pops) sotto DevHook, 2.71 SE, 3.02 OE, 3.03 OE, 3.10 OE, 3.30 OE, 3.40 OE, 3.51 M33, 3.52 M33, 3.71 M33, 3.80 M33 e 3.90M33.
È molto simile al famoso Action Replay o GameShark e nelle ultime versioni supporta i codici per Playstation 1 recuperabili su http://www.cmgsccc.com/
L'ultima versione disponibile del CWCheat è 0.2.3.

## Altre funzioni
In questa suite sono disponibili innumerevoli funzioni, come il cambio della velocità della CPU, screenshot, remap dei pulsanti, cambio della luminosità dello schermo e tanto altro. CWCheat offre codici per quasi tutti i giochi disponibili per PSP ed è spesso aggiornato, sia l'intero applicativo che il database contenente i trucchi.